# 이만기 (학원인)
이만기(李萬基, 1961년 ~ )는 국어교사 출신으로, 대한민국의 학원 강사이다.

## 생애
인천광역시 출신으로 인하대학교 사범대학 국어교육과를 졸업하고 1992년 '남북한 속담의 비교연구'라는 논문으로 동 대학원에서 석사학위를 취득하였다.
1986년 문일여자고등학교에서 교사 생활을 시작하였으며, 1996년 3월부터는 한국교육방송공사의 대학수학능력시험 언어영역 및 논술 방송강의를 하였다.
2002년, 2003학년도 대학수학능력시험이 끝난 후 교단에서 물러나고, 사설학원인 메가스터디에서 언어영역 및 논술강의를 시작하였다. 2005년부터 유웨이 중앙교육으로 옮겨 언어/논술강사 겸 교육평가연구소장에 재직 중이다. 그 외에 경민대학 영유아보육학과 겸임교수로도 재직중이다.

## 저서
- EBS 수능특강 언어영역, 10주완성, 논술특강, 파이널 수능특강(1996-2002)
- EBS 실전논술/논술 고수 12인에게 물었습니다.(2007)
- 메가스터디 통합논술, 등급올리기 등 megastudy 온라인 강의 교재
- 『대학입시생을 위한 논술특강』(인천중앙도서관/2003)
- 교직 논·구술 이백프로 완성 (와이즈논술/2005)
- 교대 사범대 논구술특강(국민서관/2006)
- 세상에서 가장 쉽게 배우는 논술 (미디어윌/2005)
- 절대 어휘 (교원총연합회/2005)
- 이만기, 논술에 미쳐 학교를 떠나다(해냄/2006)
- 2017 대학입시로드맵(경향에듀/2013)
- 두고보는 수능국어 절대어휘(동아일보 교육법인/2018)
- 강의 그거 별거 아냐(경향미디어/2020)